# ناظم صیاد
ناظم صیاد (عربی: ناظم صياد) بازیکن فوتبال اهل لبنان بود.
وی همچنین در تیم ملی فوتبال لبنان بازی کرده‌است.